# Плеве В'ячеслав Костянтинович
В'ячесла́в Костянти́нович Пле́ве (нар. 8 (20) квітня 1846 — пом. 15 (28) липня 1904) — державний і політичний діяч Російської імперії. Міністр внутрішніх справ (1902—1904 роки). Народився у Мещовську, Калузька губернія, в змішаній німецько-російській аристократичній родині. Директор департаменту поліції (1881—1884 роки). Жорстоко придушував селянські рухи в Україні, організовував єврейські погроми, проводив політику русифікації. Убитий есерами (бомбою Єгора Созонова) в Санкт-Петербурзі.

## Життєпис

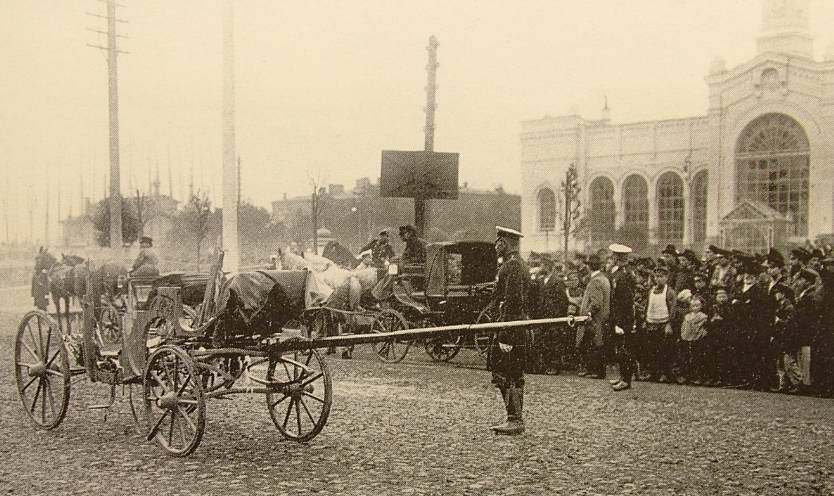
Рештки карети Плеве опісля його усунення

Походив з родини німецьких аристократів, зростав у Варшаві. Після навчання на юридичному факультеті в університеті Москви стає помічником обвинувача (1867), служить у міністерстві юстицій на різних посадах. В 1881 бере участь в розслідуванні вбивства Олександра ІІ. Після цього працює в міністерстві внутрішніх справ як директор департаменту державної поліції, також стає головою «Охрани». Стає членом Сенату в 1884, а в 1885 стає заступником міністра внутрішніх справ. З 1899 по 1904 займає пост статс-секретаря Великого князівства Фінського.
В'ячеслав Константинович був в роботі дуже енергійний. Він ліквідував численні революційні та ліберальні групи. Скидається на те, що Плеве не бачив різниці між степенями опозиційності, тому його дії спровокували уніфікацію ідеологічних ворогів в «Освободительное движение», що відіграло важливу роль в революції 1905 року.
В квітні 1902, після вбивства Дмитра Сипягіна був призначений міністром внутрішніх справ та головою жандармерії. Коли коротка спроба дійти згоди з консервативними земствами провалилась, Плеве розпускає трудові союзи. Того ж року Плеве зустрічається з Теодором Херцлем в Санкт-Петербурзі.
Плеве був очевидною мішенню революціонерів. Він вижив після атаки 1903 року та після двох атак 1904, перед тим як есер Єгор Сазонов (в деяких джерелах — Іван Каляєв) вкинув бомбу в його карету 15 липня 1904 року.
Традиційно вважається, що Плеве «послав» Росію на війну з Японією 1904—1905 років. Одного разу він сказав: «Нам потрібна одна маленька війна, в якій ми переможемо, для того щоб відволікти революцію». Однак, недавні наукові роботи вказують на те, що це була невірна інформація поширена його ворогом Сергієм Вітте.